# Homozeugos
Homozeugos Stapf é um género botânico pertencente à família Poaceae.